# Jördis Steinegger
Jördis Steinegger, född 8 februari 1983, är en österrikisk simmare.
Steinegger tävlade i fyra grenar (200 meter frisim, 400 meter frisim, 800 meter frisim och 400 meter medley) för Österrike vid olympiska sommarspelen 2008 i Peking, där hon blev utslagen i försöksheatet i samtliga grenar.
Vid olympiska sommarspelen 2012 i London tävlade Steinegger i två grenar (200 meter frisim och 400 meter medley), där hon blev utslagen i försöksheatet i båda grenarna. Vid olympiska sommarspelen 2016 i Rio de Janeiro tävlade Steinegger i 400 meter medley, där hon blev utslagen i försöksheatet.